# Egnasia incurvata
Egnasia incurvata är en fjärilsart som beskrevs av Gaede 1940. Egnasia incurvata ingår i släktet Egnasia och familjen nattflyn. Inga underarter finns listade i Catalogue of Life.